# Ed, Edd et Eddy
Ed, Edd et Eddy ou Ed, Edd + Eddy au Québec (version originale : Ed, Edd n Eddy) est une série d'animation américano-canadienne, créée par Antonucci et produite aux studios a.k.a. Cartoon, initialement diffusée entre le 4 janvier 1999 et le 8 novembre 2009 sur la chaîne de télévision Cartoon Network aux États-Unis. La série, réalisée dans un style similaire aux dessins-animés des années 1940 aux années 1970, se centre sur un groupe de trois adolescents, Ed, Edd « Deux D », et Eddy, surnommés « Les Ed », vivant dans une impasse fictive. Mené par Eddy, ce dernier s'autoproclamant chef du groupe, les Ed s'impliquent constamment dans des arnaques qui pourront leur permettre de soutirer assez d'argent et ainsi s'acheter leurs confiseries préférées, les « bons-becs ». Leurs plans, cependant, leur causent de nombreux problèmes.
Le cartooniste de séries d'animation pour adultes Antonucci se devait de réaliser une série d'animation pour enfants à la suite d'un simple défi ; tandis qu'il conçoit une publicité, il conçoit par la même occasion Ed, Edd & Eddy, et propose ce projet d'animation à Cartoon Network et Nickelodeon, mais les deux chaînes demandent les droits créatifs, ce qu'Antonucci refuse. Un tout dernier accord est alors passé avec Cartoon Network, et Antonucci garde la réalisation intégrale de la série.
La série Ed, Edd & Eddy est positivement accueillie par l'ensemble des critiques et rédactions, en plus d'être la meilleure série originale à succès de Cartoon Network. Elle est récompensée d'un Reuben Award, de deux Leo Awards et d'un SOCAN Award, et proposée de quatre Leo Awards, un Annie Award et de deux Kids' Choice Awards. Aux États-Unis, la série, aussi bien popularisée chez les enfants que chez les adultes, a attiré près de 31 millions de téléspectateurs, a été adaptée puis diffusée dans 120 pays. Après plus de dix ans sur les ondes. Durant sa diffusion initiale, de nombreux épisodes spéciaux et courts-métrages ont été réalisés, en plus des épisodes originaux. Deux ouvrages, plusieurs comics et jeux vidéo, inspirés de la série et de ses personnages ont été commercialisés.

## Synopsis
La série se centre sur un groupe de trois jeunes adolescents portant une variante différente du nom Ed, aux personnalités différentes. Dans leur quête d'achat de « bons-becs », le doux mais naïf Ed, et l'intellectuel Edd, aident le meneur auto-proclamé du groupe, Eddy, dans ses plans d'arnaque lui permettant de soutirer l'argent des autres enfants résidant dans le cul-de-sac ; cependant, ces plans sont toujours voués à l'échec. Les autres enfants exècrent ou ignorent habituellement les Ed, bien qu'ils partagent une crainte commune causée par les sœurs Ulsœurs, un groupe de trois jeunes adolescentes vivant dans une caravane.

## Personnages
Comme indiqué dans le titre principal, la série se centre sur trois personnages du nom de Ed, Edd et Eddy. Ed est brutal et naïf ; Edd, habituellement surnommé « Double D », est l'inventeur, l'intellectuel, mais le plus réfléchi ; et Eddy est hargneux, vaniteux, beau parleur, et le meneur auto-proclamé du groupe. Tous les trois tentent principalement d'arnaquer les autres enfants de leur voisinage. Ces enfants incluent : Jonny, un jeune garçon rejeté par les autres, ayant pour seul ami imaginaire une planche de bois qu'il a nommé Planche ; Jimmy un enfant efféminé, paranoïaque et craintif, qui passe la majeure partie de son temps avec Sarah, la petite sœur gâtée et colérique d'Ed ; Rolf, un immigré qui partage le plus souvent les us et coutumes, considérés bizarres, de son pays avec son entourage ; Kevin, un garçon cynique et sarcastique qui exècre le plus les Ed (en particulier Eddy) ; et Nazz, qui accompagne habituellement Kevin, une jeune fille blonde sportive. En plus des enfants du cul-de-sac, d'autres personnages incluent May, Marie, et Lee, mieux connues sous le surnom de « sœurs Ulsœurs », les principales antagonistes de la série, folles amoureuses des Ed. Hormis ces personnages, aucun autre n'apparaît dans la série jusqu'à la cinquième saison durant laquelle la silhouettes de personnages plus âgés apparaissent occasionnellement. Exclusivement, dans le téléfilm Ed, Edd n Eddy's Big Picture Show, le frère aîné d'Eddy est aperçu pour la première fois.

## Production

### Développement

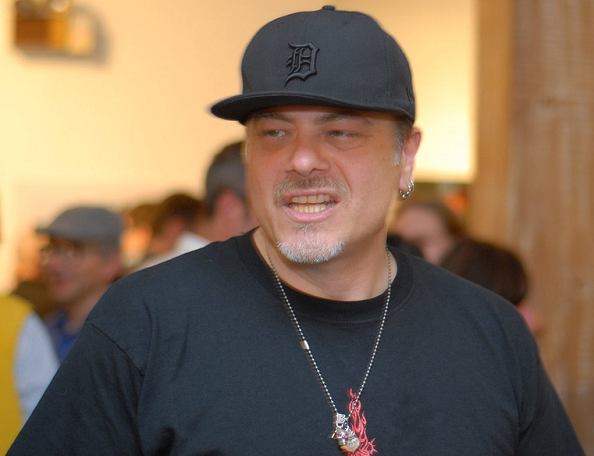
Danny Antonucci, créateur, réalisateur, et co-scénariste de la série Ed, Edd & Eddy.

Le cartooniste canadien Danny Antonucci, qui a durant sa carrière travaillé sur des nombreux courts-métrages d'animation pour enfants chez Hanna-Barbera, n'acceptait pas le fait que l'animation était perçue comme uniquement destinée aux enfants. De ce fait, il décide de créer un court-métrage d'animation plus tourné pour les adultes comme Lupo le boucher et la série The Brothers Grunt (en) diffusée sur MTV. Plus tard, Antonucci accepte le défi de créer une série d'animation pour enfants. Tandis qu'il crée une publicité, Antonucci dessine trois personnages qu'il finit par nommer Ed, Edd et Eddy. Il commence à développer ses personnages, passe quelques mois dans la conception de sa nouvelle série, puis faxe le script des personnages à Cartoon Network et Nickelodeon en 1996. Les deux studios répondent rapidement, Cartoon Network en seulement 20 minutes, et demandent avec enthousiasme à en savoir plus ; cependant, ils souhaitaient acquérir les droits créatifs, ce qu'Antonucci refuse fermement. Cartoon Network laisse alors ses droits à Antonucci, et d'autres conversations entre lui et le studio débutent. Le vice-président de la programmation et de la production de Cartoon Network, Mike Lazzo (en), est particulièrement intéressé par ce projet et demande une bible, qui est par la suite envoyée par fax en quelques pages des mois suivants la demande. À la suite de la réponse affirmative du président de Cartoon Network, Betty Cohen, les écrits et les négociations commencent, suivi d'un rendez-vous au Château Marmont à Los Angeles. La conversation se conclut avec le studio d'Antonucci localisé au Canada, a.k.a. Cartoon, qui produira la future série Ed, Edd & Eddy, la première d'une longue lignées de séries originales Cartoon Network à être produite hors des studios Hanna-Barbera dirigées par Cartoon Network. La série entre en production puis un court-métrage de sept minutes est réalisé.
Antonucci se serait inspiré de son entourage pour créer la personnalité de ses personnages. La personnalité d'Ed, de Deux D, et d'Eddy se base sur la sienne et sur celle de ses deux fils, tandis que les autres enfants de la série se base sur des personnaes avec lesquelles il a grandi. Rolf s'inspire d'Antonucci et de ses cousins, car étant membre d'une famille d'immigrés,. Jimmy s'inspire de l'un de ses cousins, plutôt efféminé et qui passait la plupart de son temps à jouer avec les filles plutôt qu'avec les garçons. Jonny et Planche s'inspire de l'un des amis d'enfance d'Antonucci, un jeune garçon solitaire qui passait son temps à jouer seul avec une planche de bois. Il explique qu'il était important d'ajouter une planche en bois dans l'émission, et qu'il penserait que « ça aurait été trop cool de faire l'émission avec Planche qui aurait sa propre personnalité » et qui mènerait Jonny à faire des choses qu'il ne fait jamais habituellement. Certains voulaient que Planche parle, sourie et cligne comme s'il était vivant, mais Antonucci a insisté sur le fait que Planche ne serait considéré vivant que par l'imagination de Jonny. Également, chaque enfant possède une langue de couleur différente ; Antonucci explique que cette idée est survenue du fait qu'il ait un jour aperçu ses fils jouer avec la couleur de leurs langues après avoir mangé des bonbons.

### Épisodes
La série Ed, Edd & Eddy est initialement diffusée le 4 novembre 1998 sur la chaîne de télévision Cartoon Network aux États-Unis. L'épisode pilote, originellement intitulé The Ed-touchables / Nagged to Ed est diffusé le 4 janvier 1999, en guise de sixième Cartoon Cartoon, à la suite de quelques retards en post-production. Durant la diffusion originale de la série, les épisodes étaient souvent diffusées dans l'émission Cartoon Cartoon Fridays chaque vendredi soir. Plusieurs marathons télévisés ont également été diffusés. Le marathon de huit heure intitulé Boy Girl, Boy Girl est diffusé du 6 mars 1999, avec des épisodes de Ed, Edd & Eddy et des Supers Nanas, à cette époque deux nouvelles séries de Cartoon Network,. Plus tard cette même année, Ed, Edd & Eddy est diffusé en tant que série originale Cartoon Network durant le troisième Cartoon Cartoon Weekend annuel, un marathon de cinquante-trois heures, diffusé du 20 au 22 août. En 2002, la série est diffusée dans un marathon similaire intitulé Cartoon Cartoon Marathon Weekend, diffusé du 23 au 25 août. Le marathon de six heures Ed's Day Off Marathon a diffusé 22 épisodes le 19 janvier 2004 pour célébrer le Martin Luther King Day. The Best Day Edder, durant lequel chaque épisode a été montré par ordre chronologique, a été diffusé du 27 au 28 avril 2007, et s'est achevé avec le tout dernier épisode exclusif de la cinquième saison. La quatrième saison devait être originellement la dernière, avant que des épisodes spéciaux n'aient été réalisés, conséquence de la popularité de la série,. Le téléfilm intitulé Ed, Edd n Eddy's Big Picture Show a été diffusé le 8 novembre 2009, mettant officiellement fin à la série. Des rediffusions sont effectuées sur Cartoon Network à partir du 6 avril 2012 dans l'émission Cartoon Planet.
Hormis les cinquième et sixième saisons, Cartoon Network a également demandé la réalisation d'épisodes spéciaux diffusés en 2004 et 2005. Ed, Edd n Eddy's Jingle Jingle Jangle, le premier épisode spécial (cette fois de Noël) a été diffusé le 3 décembre 2004 puis rediffusé le 4 décembre 2011, dans la programmation spéciale Noël de Cartoon Network. Ed, Edd n Eddy's Hanky Panky Hullabaloo est originellement diffusé le 11 février 2005 durant le jour de la Saint-Valentin. Le dernier, un épisode spécial Halloween, intitulé Ed, Edd n Eddy's Boo Haw Haw est diffusé le 28 octobre 2007.
En France, la série a été diffusée à partir du 10 septembre 2000 sur France 3, durant l'émission La Bande à Dexter et du 6 janvier 2001 sur Cartoon Network. En Belgique, elle a été diffusée sur Club RTL. Au Québec, la série a été diffusée sur Radio-Canada et Télétoon.

## Distribution

### Voix originales
- Matt Hill : Ed
- Samuel Vincent : Edd
- Tony Sampson : Eddy
- Keenan Christensen : Jimmy
- Peter Kelamis : Rolf
- Tabitha Saint-Germain : Nazz et May Kanker (Saison 1)
- Jenn Forgie : Nazz et May Kanker (Saisons 2 et 3)
- Erin Fitzgerald : Nazz et May Kanker (Saisons 4 à 6)
- Kathleen Barr : Kevin et Marie Kanker
- Janyse Jaud : Sarah et Lee Kanker
- David-Paul Grove : Jonny

### Voix françaises
- Olivier Korol : Ed
- Yann Le Madic : Edd
- Lionel Melet : Eddy
- Caroline Combes : Jimmy
- Tony Marot : Rolf
- Mélody Dubos : Nazz et May Ulsœur
- Benoît du Pac : Kevin
- Stéphanie Hédin : Marie Ulsœur
- Sauvane Delanoë : Sarah
- Sophie Baranes : Lee Ulsœur
- Catherine Artigala : Jonny

## Récompenses et nominations
| Année | Récompense          | Catégorie                                                    | Nomination                                         | Résultat   | Réf.   |
| ----- | ------------------- | ------------------------------------------------------------ | -------------------------------------------------- | ---------- | ------ |
| 2001  | Annie Awards        | Production télévisuelle à haute audience                     | James Wootton, pour l'épisode Wish You Were Ed     | Nomination | [ 26 ] |
| 2001  | Leo Awards          | Meilleur score[Quoi ?] musical dans un programme d'animation | Patric Caird, pour l'épisode Ed in a Halfshell     | Nomination | [ 26 ] |
| 2004  | Leo Awards          | Meilleure production musicale d'un programme d'animation     | Patric Caird, pour l'épisode Postcards from the Ed | Nomination | [ 26 ] |
| 2005  | Leo Awards          | Meilleure musique de programme d'animation                   | Patric Caird                                       | Lauréat    | [ 26 ] |
| 2005  | Kids' Choice Awards | Meilleur cartoon                                             | Ed, Edd & Eddy                                     | Nomination | [ 26 ] |
| 2006  | Leo Awards          | Meilleur score musical dans un programme d'animation         | Patric Caird, pour l'épisode Boo Haw Haw           | Nomination | [ 26 ] |
| 2008  | Kids' Choice Awards | Meilleur cartoon                                             | Ed, Edd & Eddy                                     | Nomination | [ 26 ] |